# Skull and Crown (film 1935)
Skull and Crown – amerykański film z 1935 w reżyserii Elmera Cliftona.